# Jane Avril
Jane Avril született Jeanne Louise Beaudon (Párizs, 1868. június 9. – Párizs, 1943. január 17.) a francia kánkán-táncosnő volt, akinek alakját Henri de Toulouse-Lautrec képei őrizték meg az utókor számára örökre.

## Élete
Jeanne Louise Beaudon néven 1868-ban Belleville-ben Párizs 20. kerületében született. Anyja Léontine Clarisse Beaudon  prostituált, apja Luigi de font olasz arisztokrata volt. Borzasztó gyermekkora volt: apja elhagyta a családot, alkoholista anyja rendszeresen verte. Jane tizenévesen szökött el otthonról. 1882-ben Kórházba került a Szent Vitus-tánca néven ismert mozgászavar tüneteivel. Ahol Jean-Martin Charcot, a női hisztéria szakértője kezelte. Charcot életrajzában azt állította, hogy Avril tánctehetségét ő fedezte fel a kórházi kezelése idején. Ezt a történetet több szakértő is kétségbe vonja.
Avrilnak egy orvossal folytatott románc miatt el kellett hagynia a kórházat. Már az öngyilkosság is megfordult a fejében, amikor párizsi prostituáltak befogadták. Alkalmi munkákat vállalt: dolgozott Arsène Houssaye francia író titkárnőjeként, volt lovas akrobata a Hippodrome de l'Almában, 1889-ben a Világkiállításon pénztáros. Kávézókban, éttermekben kezdett táncolni, keringőket improvizált. Egyedi táncstílusa miatt Avrilt őrjöngő orchideának nevezték. 1889-től, a Moulin Rouge megnyitásától, a mulató szólótáncosa lett. 1935-ben lépett fel utoljára. Azt követően teljes szegénységben élt. Egy öregek házában halt meg, ahol Sacha Guitry, francia színész-rendező helyezte el 1942-ben.

## Lautrec

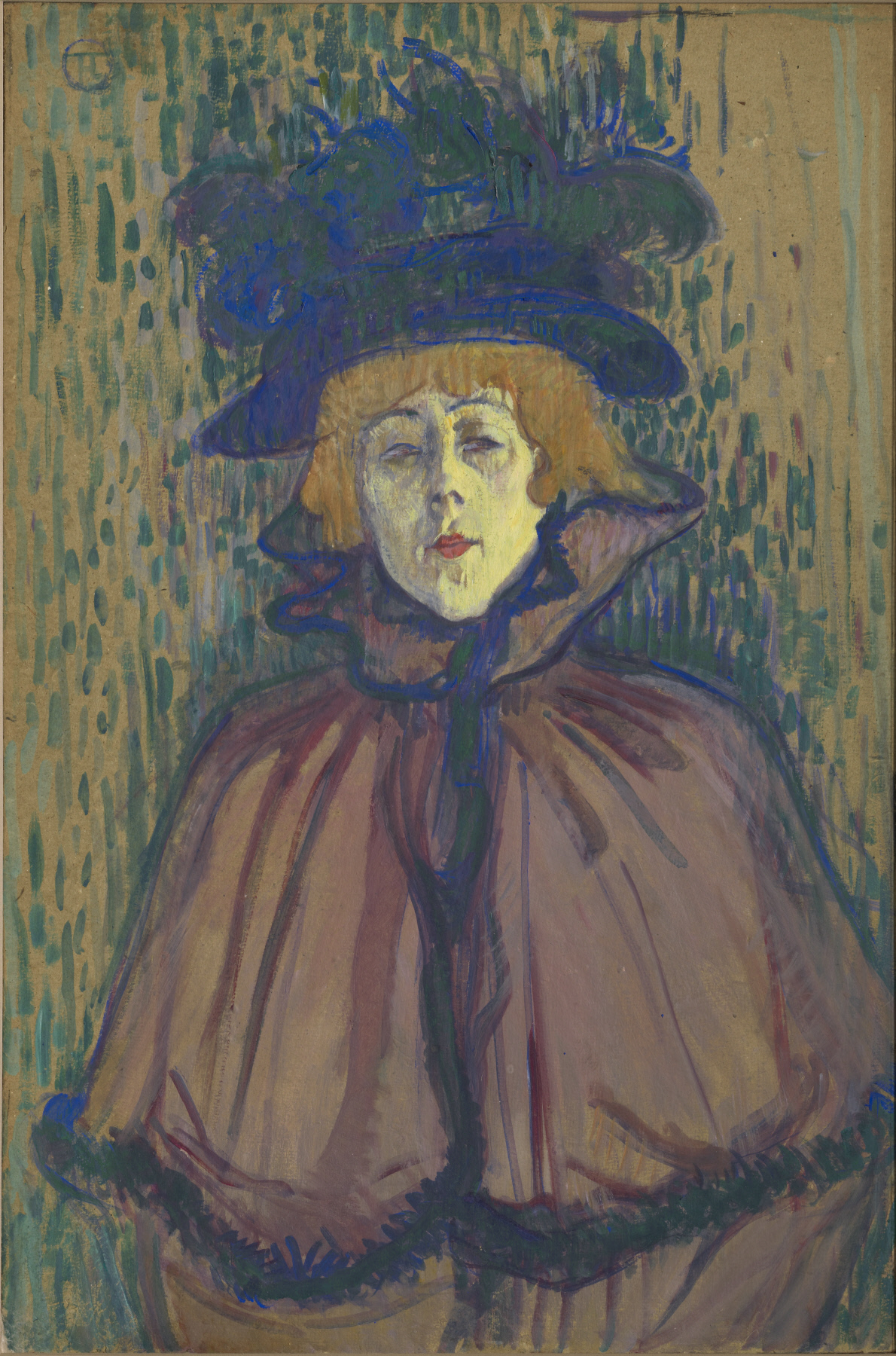
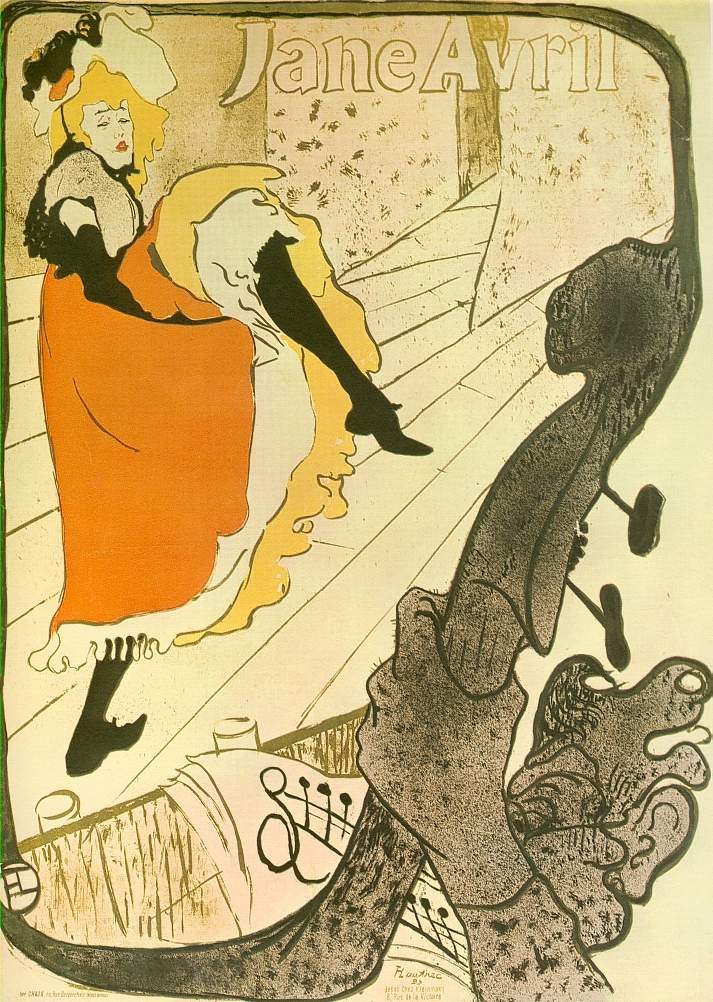
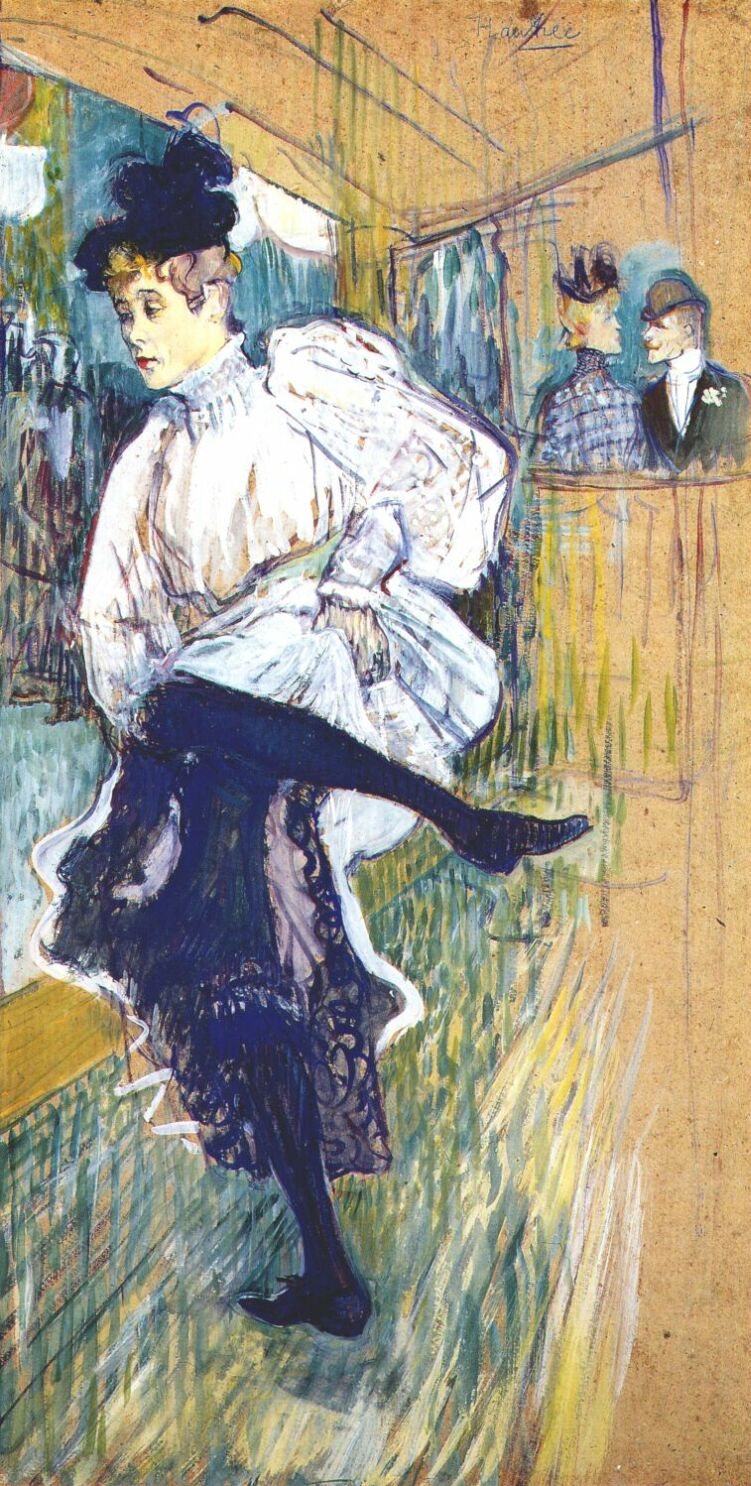
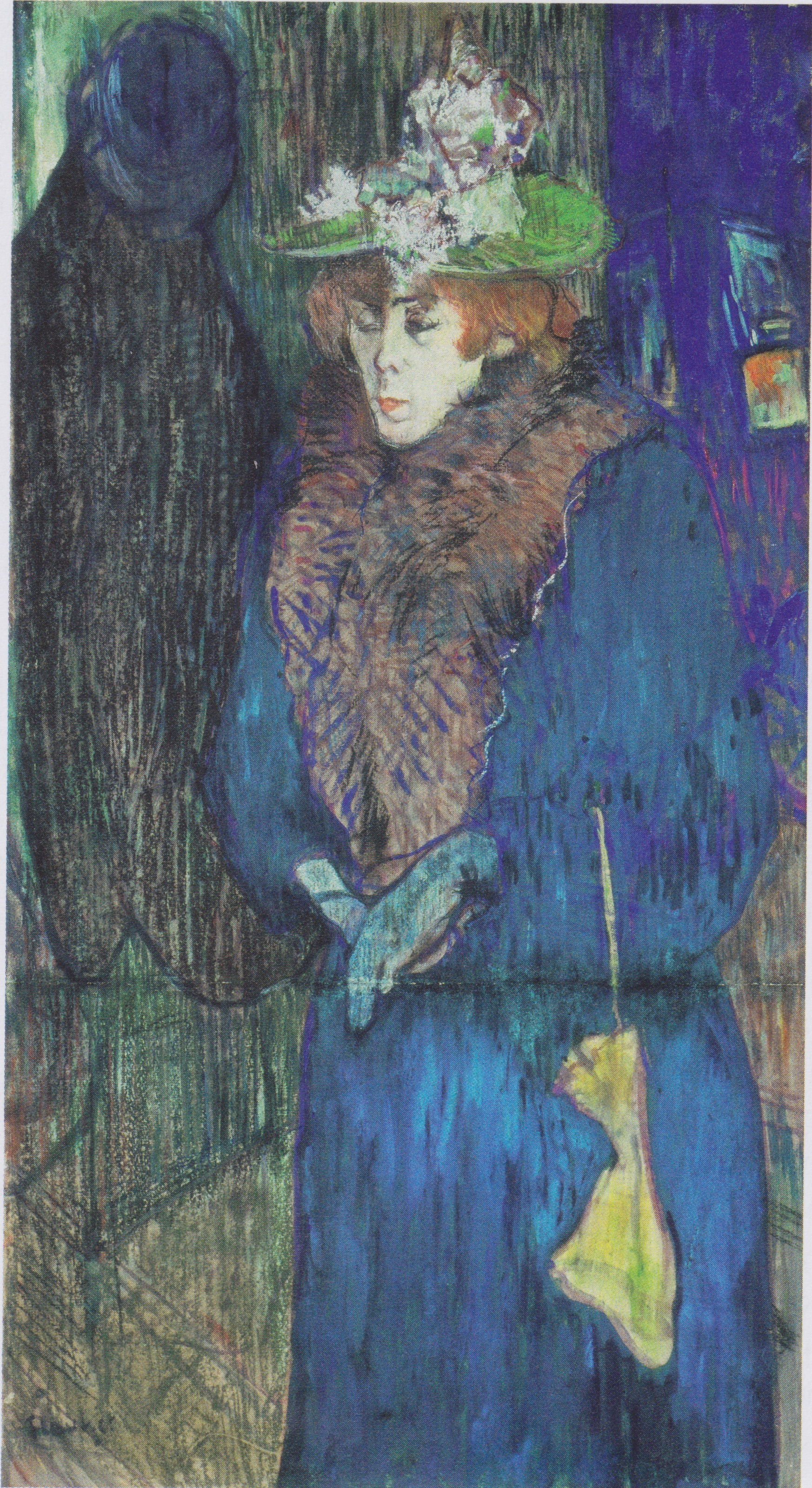
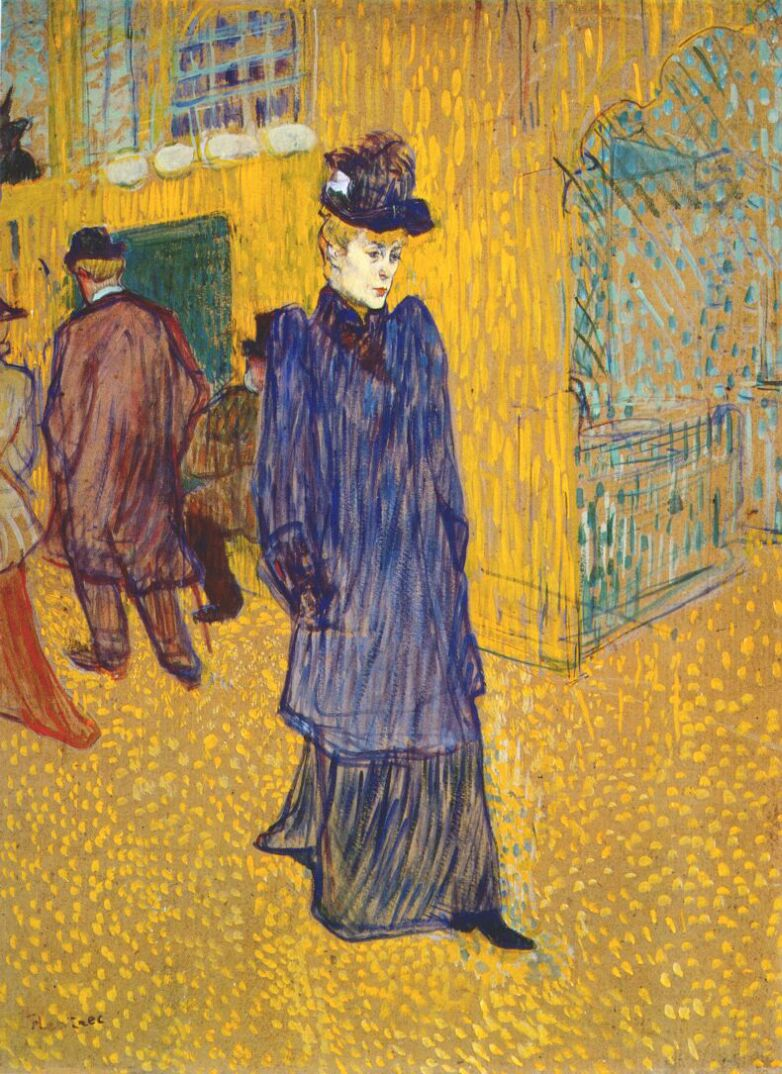
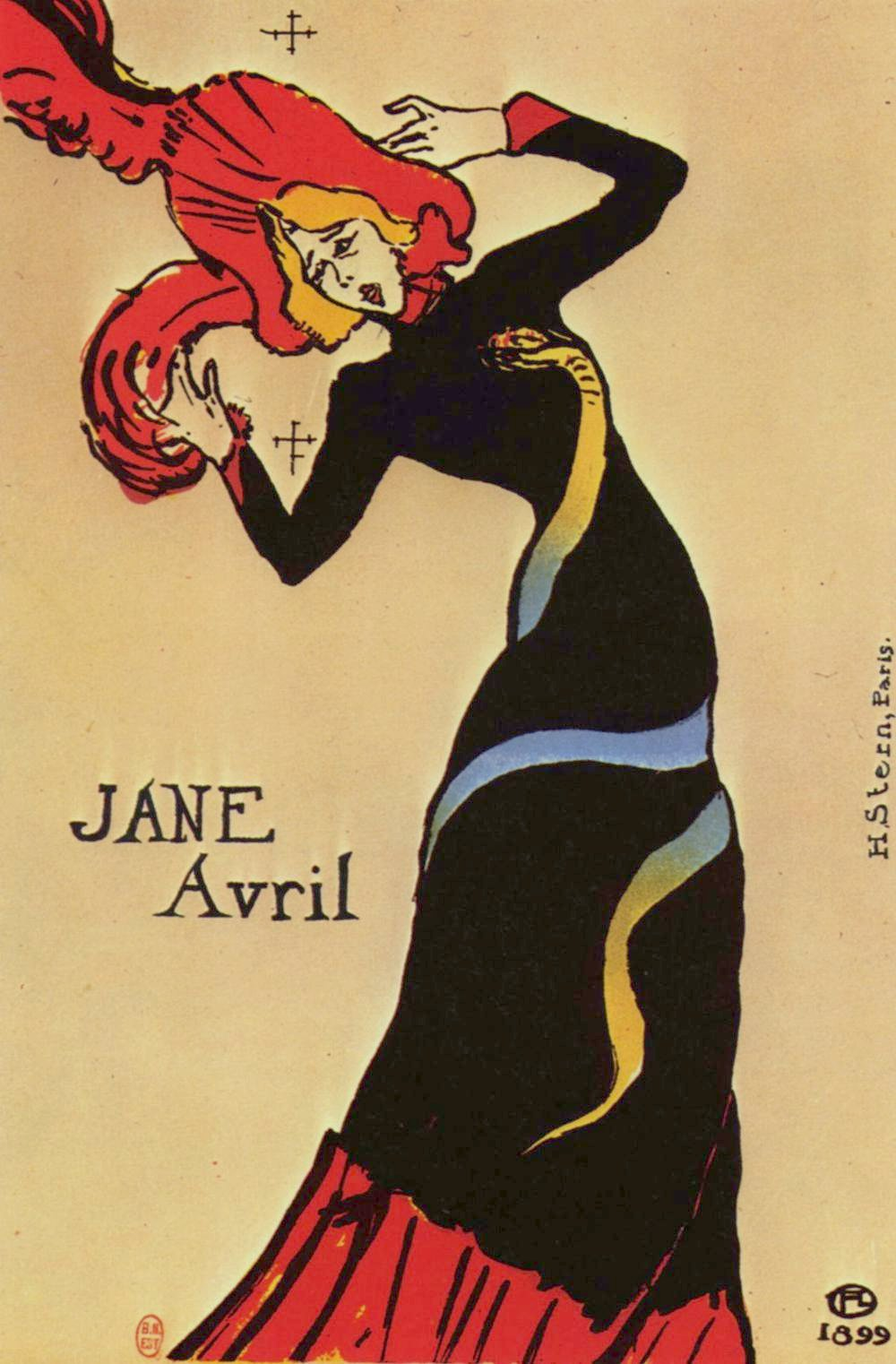

## Fordítás
- Ez a szócikk részben vagy egészben  a(z)   Авриль, Жанна című orosz Wikipédia-szócikk ezen változatának fordításán alapul.  Az eredeti cikk szerkesztőit annak laptörténete sorolja fel. Ez a jelzés csupán a megfogalmazás eredetét és a szerzői jogokat jelzi, nem szolgál a cikkben szereplő információk forrásmegjelöléseként.